# تي بيل ساذرلاند
تي بيل ساذرلاند (بالإنجليزية: Bill Sutherland)‏ هو فيزيائي نظري وفيزيائي أمريكي، ولد في 31 مارس 1942 في ميزوري في الولايات المتحدة.

## الجوائز والتكريم
- جائزة داني هينمان للفيزياء الرياضية (2019).[5]